# San Vito (Italia)
San Vito (en sardo: Santu Idu) es un municipio de Italia de 3.911 habitantes en la provincia de Cerdeña del Sur, región de Cerdeña. Está situado a 45 km al noreste de Cagliari.
Se encuentra próximo a los montes de Sarrabus y Sette Fratelli, a la orilla derecha del río Flumendosa, en una pequeña llanura a los pies de la "Serra matta de Abramu". El cultivo de cítricos es la actividad económica principal, aunque el turismo es cada vez más significativo debido a su cercanía a la costa.

## Evolución demográfica
| Gráfica de evolución demográfica de San Vito entre 1861 y 2001 |
|                                                                |
| Fuente ISTAT - Elaboración gráfica de Wikipedia                |